# Walter Gericke
Walter Gericke (23 décembre 1907 – 19 octobre 1991), était un officier allemand des Fallschirmjäger du Troisième Reich pendant la Seconde Guerre mondiale et Generalmajor dans la Bundeswehr de l'Allemagne de l'Ouest.
Il a participé à la bataille du Danemark s'emparant du pont de Stoerstrom, menant à Copenhague, à la bataille des Pays-Bas et à la bataille de Crète en tant que commandant d'un bataillon de Fallschirmjäger. Il commande plus tard le Fallschirjäger-Regiment 11 et se bat dans les batailles offensives d'Anzio.

Après la guerre, il rejoint la nouvelle armée dénommée Bundeswehr après le réarmement de l'Allemagne de l'Ouest en tant que Colonel. C'est sous sa direction qu'est créée en 1956 l'école des troupes aéroportées Luftlande-/Lufttransportschule de Altenstadt (Schongau) dont il est le premier commandant. Promu Général de Brigade le 12 septembre 1961, il prend le commandement de la 1re Division Aéroportée (Luftlande-Division) en 1962. Promu Major Général le 25 septembre 1963, il quitte son commandement en 1965.

## Décorations
- Croix de fer (1939)
  - 2e classe (10 avril 40)
  - 1re classe (12 mai 1940)
- Bande de bras Kreta
- Croix allemande en or (15 septembre 1943)
- Croix de chevalier de la croix de fer avec feuilles de chêne
  - Croix de chevalier le 14 juin 1941 en tant que Hauptmann et commandant du IV./Fallschirmjäger-Sturm-Regiment[1]
  - 585e feuilles de chêne le 17 septembre 1944 en tant que Major et commandant du Fallschirmjäger-Regiment 11[1]
- Mentionné dans la revue Wehrmachtbericht le 10 juin 1944